# Терещенко, Сергей Константинович
Сергей Константинович Терещенко (литературный псевдоним Dmitri Novik; 3 (15) июля 1894, Плошково, Западно-Поморское воеводство — 9 (10) августа 1935, Лозанна, Швейцария) — русский офицер, прозаик, историк флота, общественный деятель, журналист, редактор.

## Биография

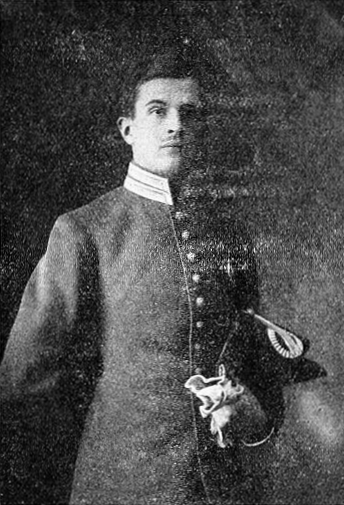
В бытность лицеистом

Окончил Императорский Александровский лицей. Во время мировой войны доброволец, был помощником начальника санитарной колонны имени великой княгини Ольги Александровны. В 1918 году служил в Особом отряде по охране Императорской фамилии на Южном берегу Крыма до Крымской эвакуации 1919.
В 1919 году был зачислен на Черноморский флот механиком эсминца «Жаркий», на котором практически не было штатной команды. На нём ушел в Новороссийск. Штатный переводчик миноносца в должности вахтенного офицера. Участник боев на Чёрном и Азовском морях.
В ноябре 1920 года эвакуировался с Русской эскадрой в Бизерту. Печатался в «Морском сборнике» (Бизерта, 1922—1923).
В 1922 переехал в Париж. Один из основателей (1928), соредактор и заведующий военно-морским отделом журнала «Часовой». Печатался в газете «Возрождение», публиковался в журналах «La Nouvelle Revue française», «Revue de France», «Candide», «Gringoire», в «Зарубежном морском сборнике» (Прага).
Секретарь Военно-морского исторического кружка (с 1928) в Париже. Член Объединения бывших воспитанников Императорского Александровского лицея (1929). Принимал деятельное участие в создании Военно-морского союза. Выступал с лекциями, докладами об истории русского Военно-морского флота и русских адмиралах в Кают-компании морских офицеров, в Военно-морском союзе, в Военно-морском историческом кружке имени адмирала А. В. Колчака и др.
С 1931 жил в Лозанне. Скончался в 1935 году.

## Личная жизнь
Был женат на княжне Елизавете Сергеевне Львовой (1894—1969), дочери князя Сергея Евгеньевича Львова и Зинаиды Петровны Игнатьевой. После смерти супруга она поселилась вместе с сестрой Еленой (1891—1971) под Парижем в Les Mesnuls в доме, купленном дядей, князем Г. Е. Львовым.

## Сочинения
- «Les Chevaliers mendiants» («Нищие рыцари») (Париж, 1928),
- «Sous la Croix de Saint-André» («Под крестом Святого Андрея») (1929),
- «La Guerre navale russo-japonaise» («Русско-японская война на море») (Париж, 1932),
- «Histoire de la Marine russe» («История Русского флота») (Париж, 1932) (совместно с Н. Монастыревым),
- «Pierre le Grand» («Петр Первый») (Париж, 1931),
- «Théodore Aubert et son œuvre» («Теодор Обер и его труды») (1932).